# خانواده تاتا
خانواده تاتا (به انگلیسی: Tata family) خانواده کارآفرین و صنعتگر هندی-زرتشتی می‌باشند، که از اقلیت پارسیان هند بشمار می‌آیند. مؤسس این خانواده جمشیدجی تاتا بود، که امروزه به عنوان پدر صنعت هند، شناخته می‌شود. وی در سال ۱۸۶۸ گروه تاتا را راه‌اندازی کرد.
این گروه امروزه بزرگترین گروه صنعتی هند محسوب می‌شود، که دارای بیش از ۱۰۰ شرکت تابعه، زیرمجموعه و فرعی است. این شرکت‌ها عموماً در حوزه‌های تولید و توزیع برق، فولادسازی و خودروسازی، مخابرات، خدمات گردشگری و هتل‌داری، تولید سخت‌افزار و نرم‌افزار، ارائه خدمات فناوری اطلاعات و مشاوره اطلاعاتی فعال می‌باشند.
از شرکت‌هایی که خانواده تاتا به صورت مستقیم یا غیرمستقیم، کنترل آن‌ها را در اختیار دارد، می‌توان به: تاتا موتورز، تاتا استیل، خدمات مشاوره تاتا، تاتا پاور، تاتا کمیکال، جگوار لندرور، (جگوار کارز و لندرور) تاتا دوو و هتل‌های تاج اشاره نمود.
افراد شناخته شده خانواده تاتا عبارتند از: جمشیدجی تاتا، دورابجی تاتا، راتانجی تاتا، جی. آر. دی. تاتا، راتان تاتا، پالونجی میستری، سایروس پالونجی میستری و سایمون تاتا.

## نگارخانه
|  |  |  |  |  |